# 8805 Petrpetrov

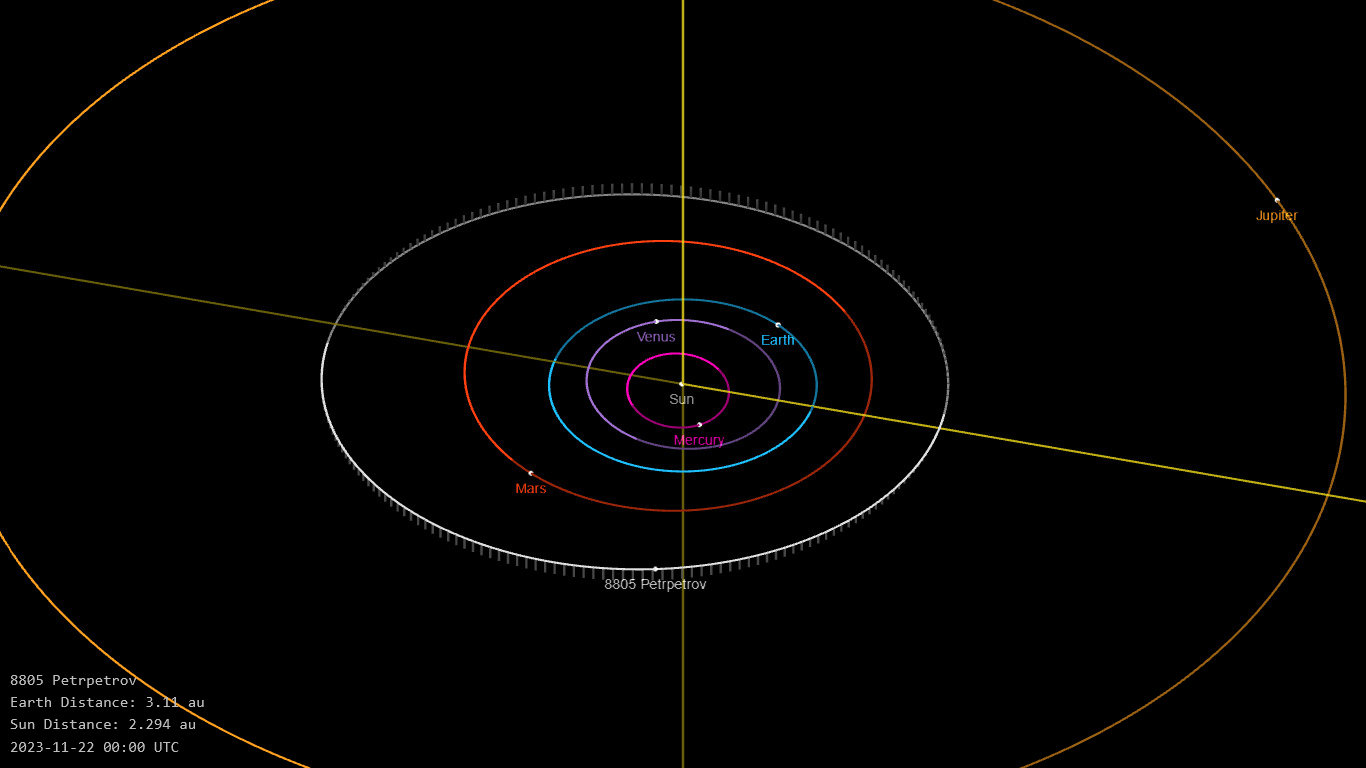
Orbita asteroidului 8805 Petrpetrov

8805 Petrpetrov este un asteroid din centura principală, descoperit pe 22 octombrie 1981, de Nikolai Cernîh.